# Универсальный пульт дистанционного управления
Универсальный пульт дистанционного управления (УПДУ) — это разновидность ПДУ, предназначенная для управления несколькими бытовыми устройствами. В отличие от классического ПДУ, поставляемого со многими видами домашней техники, УПДУ является самостоятельным продуктом и приобретается отдельно.
Существуют различные технологии производства и действия УПДУ, данный фактор напрямую влияет на конечную стоимость изделия. Продукты нижнего ценового сегмента способны осуществлять управление ограниченным набором бытовых приборов, определяемым производителем. Более дорогие изделия позволяют пользователем самостоятельно задавать необходимые для управления технические устройства (с предусмотренной функцией дистанционного воздействия), путём достаточно сложной для технически неграмотного человека процедуры программирования.

## Устройство и возможности
Большинство универсальных ПДУ обладает следующим базовым набором элементов:
- Кнопка включения, а также переключения или серия таких кнопок для выбора устройства, контролируемого в данный момент. Обычно выделяются телевизор, видеомагнитофон, DVD-проигрыватель, ресивер цифрового телевидения, домашнюю аудиотехнику и т. п.
- Регуляторы звука и поочередного переключения каналов.
- Цифровая клавиатура для ввода номера канала и других целей, например, установки системных времени и даты.
- Набор клавиш (иногда защищаемых от случайного нажатия), предназначенных для программирования.
- Большинство, но не все УПДУ включают один или больше джойстиков для навигации по меню DVD-плеера, ресивера.

Наиболее дорогие УПДУ имеют значительно больше функций. Среди них:
- Программирование исполнения последовательности команд по нажатию одной клавиши.
- ЖК-дисплей для отображения текущей информации. В новейших разработках экран является сенсорным.
- Клавиши, функциональность которых определяется самим пользователем.
- Исполнение каких-либо элементарных действий в отношении одного прибора без переключения УПДУ в режим управления этим прибором (например, использование регулятора громкости телевизора в то время, когда пульт находится в режиме управления DVD-плеером).
- Функция обучения новому инфракрасному сигналу.
- Возможность подключения к персональному компьютеру для более быстрой и простой настройки.
- С помощью некоторых УПДУ можно совершать телефонные звонки через имеющуюся телефонную базу радиотелефона.

### Обучаемые УПДУ
Некоторые универсальные пульты дистанционного управления позволяют добавлять в список доступных устройств новые марки или модели бытовых приборов, изначально не поддерживаемые данным УПДУ. В самых дорогих моделях для процедуры программирования требуется соединение с компьютером через USB-кабель (например, Logitech Harmony 650). Это позволяет в наиболее удобной форме осуществить поиск раскладок для конкретного оборудования и проверить (назначить) функции каждой кнопки в отдельности.
УПДУ, распознающие незнакомый инфракрасный сигнал, могут запоминать код отдельных клавиш других инфракрасных пультов.

## В культуре
- Клик: С пультом по жизни, фильм 2006 г., США